# Clelia Merloni
Clelia Merloni (Forlì, 10 marzo 1861 – Roma, 21 novembre 1930) è stata una religiosa italiana, fondatrice dell'Istituto delle suore apostole del Sacro Cuore di Gesù. È venerata come beata dalla Chiesa cattolica.

## Biografia
Clelia Merloni nasce a Forlì il 10 marzo 1861, figlia di Teresa Brandinelli e Gioacchino Merloni (industriale), cresce immersa in un ambiente familiare precario, costretta a continui trasferimenti da un luogo all'altro a causa del lavoro del padre e sofferente per la morte della madre. All'età di 33 anni Clelia vede in sogno la città di Viareggio, a lei sconosciuta. Decide quindi di mettersi in viaggio il 24 aprile 1894 con una sua amica Elisa Pederzini. Al duo si aggiungerà poi Giuseppina D'Ingenheim. Le tre diventeranno poi le prime tre Apostole del Sacro Cuore di Gesù.
La compagnia, giunta alla stazione di Viareggio, si ferma a pregare nella vicina Chiesa della Madonna del Carmine per poi raggiungere la Chiesa di San Francesco (oggi nota come Chiesa di Sant'Antonio) nella quale furono accolte dai Frati Minori. Il 30 maggio 1894 Padre Serafino Bigongiari inaugura l'Istituto (in via Veneto) davanti alla comunità, presentando ad un "folto stuolo di fedeli" - come fu descritta la folla - le tre prime Apostole del Sacro Cuore di Gesù. I membri dell'Istituto delle Apostole del Sacro Cuore di Gesù erano e sono tuttora impegnati a sostenere la Santa missione di Santa Margherita Maria Alacoque: far conoscere e amare a tutti il Sacro Cuore di Gesù.
Presto l'Istituto ospitò una scuola, e grazie alle finanze del padre, Clelia riuscì a concentrare l'opera di carità (che ora mirava ad accogliere orfani e persone anziane) in più palazzi della stessa città. Presto Clelia e le sue consorelle furono autorizzate ad insegnare Catechismo ai fanciulli nei locali della Chiesa della SS. Annunziata, vicina ad altre delle loro sedi.
La Congregazione divenne presto numerosa e Clelia si applicò in varie e molte opere di carità anche al di fuori di Viareggio. Dopo la morte del padre, a causa di una cattiva gestione economica, le Sorelle furono costrette ad abbandonare Viareggio e le opere di carità. La Congregazione non si estinse, e grazie all'aiuto di Monsignor Giovanni Battista Scalabrini, Vescovo di Piacenza, le opere della Congregazione furono promosse anche al di fuori dell'Italia (U.S.A, Brasile). Clelia Merloni si ammalò gravemente, e confidando nel Sacro Cuore di Gesù, si spense all'età di 69 anni a Roma, il 21 novembre 1930.
Inizialmente sepolta al cimitero del Verano, fu traslata nella chiesa di Santa Margherita Maria Alacoque, presso la casa generalizia delle Apostole, il 17 maggio 1945. Durante l'esumazione di Madre Clelia, morta nel 1930, gli esperti del Vaticano hanno trovato incorrotto il suo corpo, 72 anni dopo la prima apertura della bara. Nessun trattamento è stato eseguito per la conservazione del corpo, che è possibile visitare presso la Cappella del Generalato a Roma.

## Lo spirito dell'istituto
Le Apostole del Sacro Cuore di Gesù, desiderose di porsi al servizio della Chiesa in una forma di vita più evangelica e fedeli al Carisma, sono chiamate:
- a coltivare tra le sorelle accoglienza reciproca, comunione fraterna, collaborazione, corresponsabilità e semplicità, sobrietà, testimonianza e povertà;
- a vivere e operare, inserite nel territorio e nella Chiesa locale, fedeli al Papa e al suo Magistero;
- a rendere viva ed efficace l'azione pastorale nelle opere, in cui si svolge la loro missione, con un ardore apostolico sempre più rinnovato;
- a curare la formazione dei laici, soprattutto dei giovani e dei collaboratori, rendendoli partecipi dello spirito dell'Istituto, perché diventino anche loro Apostoli della Evangelizzazione;
- a riattivare nell'Istituto l'originale espansione missionaria ad gentes: ad intra e ad extra aperta e sensibile ai poveri di ogni condizione e provenienza, con un'attenzione particolare alle nuove forme di povertà sociale.

## La beatificazione
Nel 1988, a seguito della chiusura della prima parte del processo di beatificazione, papa Giovanni Paolo II la dichiarò Serva di Dio. Il 21 dicembre 2016 papa Francesco promulgò il decreto riguardante le virtù eroiche di madre Merloni, e perciò le fu attribuito il titolo di Venerabile. Ai fini della beatificazione la Chiesa cattolica ha preso in considerazione la guarigione di Pedro Ângelo de Oliveira Filho, medico brasiliano, colpito il 14 marzo 1951 da una paralisi progressiva ai quattro arti, diagnosticata come sindrome di Guillain-Barré. Sopravvennero insufficienza respiratoria acuta e paralisi della glottide, e i medici comunicarono ai familiari la prognosi infausta, sospendendo i trattamenti. 
La sera stessa suor Adelina Alves Barbosa, Apostola del Sacro Cuore e infermiera presso l'ospedale, interpellata dalla moglie del malato, Angelina Oliva, gli diede un bicchiere d'acqua dove aveva messo una piccola reliquia "ex indumentis" della Venerabile Merloni, e si accorse che il paziente era riuscito a ingerirne un po', mentre i familiari pregavano per lui. La mattina dopo il medico di guardia trovò guarito il malato, che fu dimesso dopo alcuni giorni completamente ristabilito. Morì il 25 settembre 1976 per arresto cardiaco, senza aver più presentato i sintomi della precedente malattia. Il 27 gennaio 2018 papa Francesco ha autorizzato la promulgazione del decreto che dichiarava la guarigione di Pedro Ângelo de Oliveira Filho un miracolo ottenuto per intercessione di madre Clelia Merloni. La beatificazione è avvenuta il 3 novembre 2018 a Roma, nella basilica di San Giovanni in Laterano. La memoria liturgica della beata è stata fissata al 21 novembre.

## Film su Clelia Merloni
- Cento cuori, regia di Paolo Damosso (2023)